# Troy Grove
Troy Grove es una villa ubicada en el condado de LaSalle en el estado estadounidense de Illinois. En el Censo de 2010 tenía una población de 250 habitantes y una densidad poblacional de 140,5 personas por km².

## Geografía
Troy Grove se encuentra ubicada en las coordenadas 41°27′57″N 89°4′54″O / 41.46583, -89.08167. Según la Oficina del Censo de los Estados Unidos, Troy Grove tiene una superficie total de 1,78 km², de la cual 1,78 km² corresponden a tierra firme y (0 %) 0 km² es agua.

## Demografía
Según el censo de 2010, había 250 personas residiendo en Troy Grove. La densidad de población era de 140,5 hab./km². De los 250 habitantes, Troy Grove estaba compuesto por el 95,6 % blancos, el 2,4 % eran de otras razas y el 2 % eran de una mezcla de razas. Del total de la población el 4,8 % eran hispanos o latinos de cualquier raza.